# Pheidole tricarinata
Pheidole tricarinata är en myrart som beskrevs av Santschi 1914. Pheidole tricarinata ingår i släktet Pheidole och familjen myror. Inga underarter finns listade i Catalogue of Life.